# 二氢化镱
二氢化镱是镱的氢化物，化学式为YbH2，其中镱为+2价，氢为-1价。它在室温下的电阻率为107Ω·cm。它有较高的热稳定性。

## 制备
二氢化镱可由金属镱和氢气反应得到：
Yb + H2 → YbH2